# Diplomàtic
El diplomàtic és un funcionari d'un estat sobirà que exerceix la diplomàcia. Aquesta professió queda regulada en la Convenció de Viena sobre relacions diplomàtiques pot exercir-la en una missió diplomàtica, en una missió consular, davant un organisme internacional, en el ministeri de Relacions Exteriors al qual pertany o destacat davant qualsevol repartició estatal en l'interior del seu país. D'acord amb aquest element del dret internacional públic, hi ha funcions normals: protegir els interessos de l'estat acreditant a l'estat receptor; fomentar les relacions amistoses, exercir funcions consulars. Com a funcions excepcionals hi ha representar els interessos d'un tercer estat a l'estat receptor o representar un tercer estat que no tingui cap representació a l'Estat que el rep. Això passa per exemple quan petits estats per raons de costs. Dins els límits de la seva missió (hi ha, per exemple agregats econòmics, culturals o militars) representa l'estat del qual és originari, pot negociar amb l'estat receptor i ha d'informar el seu estat, per tots els mitjans lícits.